# 圣欧班叙加永
圣欧班叙加永（法語：Saint-Aubin-sur-Gaillon，法語發音：[sɛ̃t‿obɛ̃ syʁ ɡajɔ̃]，意为“加永上方的圣欧班”）是法国厄尔省的一个市镇，属于莱桑德利区。

## 地名
与通常在法语地名中表示“在……河畔”之意的“sur”不同，该地名Saint-Aubin-sur-Gaillon中的“sur”意为“在……上方”，表示名为圣欧班（Saint-Aubin）的该地与加永（Gaillon）的位置关系，并以“加永上方的圣欧班”之名区分其他的“圣欧班”，且事实上也并无“加永河”存在。

## 地理
圣欧班叙加永（49°8'50"N, 1°19'46"E）面积19.46 平方千米，位于法国诺曼底大区厄尔省，该省份为法国北部内陆省份，北起滨海塞纳省，西接奧恩省和卡爾瓦多斯省，南至厄尔-卢瓦省，东临瓦兹省、瓦兹河谷省和伊夫林省。
与圣欧班叙加永接壤的市镇（或旧市镇、城区）包括：尚珀纳尔、加永、圣皮埃尔拉加雷讷、圣皮埃尔德巴约勒、圣于连德拉列格、韦尔农附近圣科隆布、维莱苏巴约勒、克莱瓦莱德尔。
圣欧班叙加永的时区为UTC+01:00、UTC+02:00（夏令时）。

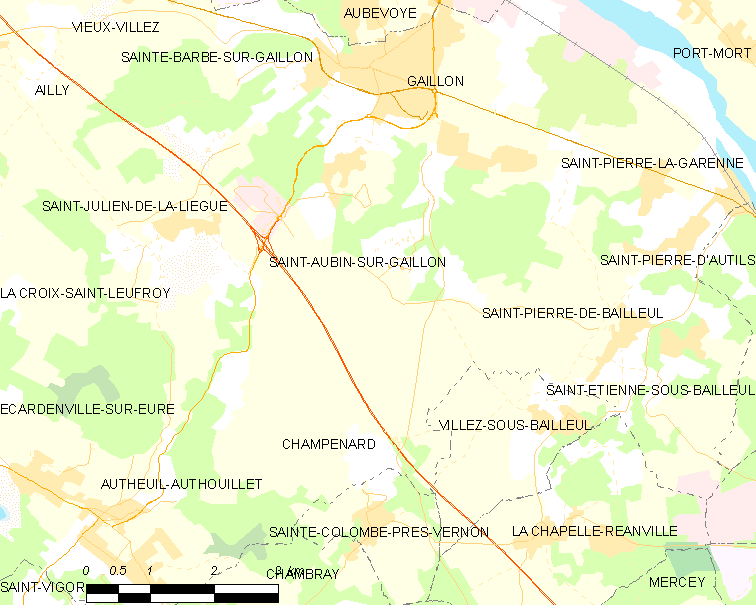
圣欧班叙加永的OSM定位图

## 行政
圣欧班叙加永的邮政编码为27600，INSEE市镇编码为27517。

## 政治
圣欧班叙加永所属的省级选区为加永县。

## 人口

1962-2008年间圣欧班叙加永人口变化图示

圣欧班叙加永于2022年1月1日时的人口数量为2164人。